# Speed Racer (film)
Speed Racer je filmová adaptace japonského anime seriálu Speed Racer z 60. let 20. století. Film byl napsán a režírován sourozenci Wachovskými, kteří byli také koproducenty filmu.
Film byl ve vývoji od roku 1992, měnil spisovatele a režiséry, dokud producent Joel Silver nezačal spolupracovat se sourozenci Wachovskými. Emile Hirsch si zahrál roli Speeda, hrdiny animované série, a Christina Ricci ztvárnila Speedovu přítelkyni Trixie. Speed Racer byl natočen mezi červnem a listopadem 2007 v Postupimi a Berlíně v Německu, s odhadovaným rozpočtem 100 000 000 $. Speed Racer měl premiéru 3. května 2008 jako závěrečný film Tribeca Film Festival, a do kinodistribuce šel 9. května 2008.
Speed Racer je sportovní z roku 2008. akční komedie, kterou napsali a sestry Wachowští. Film je založen na stejnojmenném manga a anime seriálu z šedesátých let. Hrají: Emile Hirsch, Christina Ricci, John Goodman, Susan Sarandon, Matthew Fox, Roger Allam, Benno Fürmann, Hiroyuki Sanada, Rain a Richard Roundtree, děj se točí kolem Speed Racera, osmnáctiletého automobilového závodníka, který následuje kariéru svého zřejmě zesnulého bratra a rozhodne se zůstat věrný své rodině a jejich společnosti Racer Motors, což mu způsobí potíže poté, co odmítne smlouvu, kterou mu E.P. Arnold Royalton, majitel společnosti Royalton Industries, mu nabídne.
Hraný film Speed Racer byl v vývojovém pekle od roku 1992, měnil herce i tvůrce, až v roce 2006 producent Joel Silver a Wachowští ve spolupráci zahájili produkci filmu Speed Racer jako rodinného filmu. Film Speed Racer se natáčel od června do srpna 2007 v Postupimi a Berlíně a jejich okolí. Hudbu k filmu složil Michael Giacchino.
Speed Racer měl premiéru 26. dubna 2008 v Nokia Theater a následně byl 9. května 2008 uveden do kin společností Warner Bros. Pictures. Film při rozpočtu 120 milionů dolarů celosvětově vydělal 93 milionů dolarů, což z něj činí komerční neúspěch. Následně byl nominován v několika kategoriích na Teen Choice Awards a také na Golden Raspberry Awards. Po prvním uvedení do kin se film setkal s převážně negativními recenzemi. Ačkoli film získal pochvalu za akční sekvence, hudební doprovod Michaela Giacchina, kameru a herecké výkony, kritici se rozcházeli v názoru na přílišné použití počítačem generovaných obrazů a kritizovali scénář a délku trvání. V následujících letech si Speed Racer získal silnou kultovní přízeň a někteří komentátoři jej označují za "nedoceněný" a "nepochopený" film.

## Děj
Speed Racer je osmnáctiletý mladík, jehož životem a láskou byly vždy automobilové závody. Jeho rodiče Pops a Mom provozují nezávislou firmu Racer Motors, v níž se angažuje i jeho bratr Spritle a jeho domácí šimpanz Chim Chim, mechanik Sparky a jeho přítelkyně Trixie. V dětství Speed zbožňoval svého staršího bratra Rexe Racera, rekordmana, který zřejmě zahynul při závodě Casa Cristo 5000 (alias The Crucible), smrtelně nebezpečném závodě napříč závodní rallye. Speed, který se nyní vydává na vlastní dráhu, díky svým schopnostem za volantem bratrova Mach 5 a vlastního vozu T-180 Mach 6 rychle zametá se závodním světem, ačkoli ho zajímá především umění závodit a blahobyt jeho rodiny.
E.P. Arnold Royalton, majitel konglomerátu Royalton Industries, nabídne Speedovi ohromující luxusní životní styl výměnou za to, že s ním podepíše smlouvu o závodění. Ačkoli ho to láká, Speed odmítá, protože jeho otec nedůvěřuje korporacím toužícím po moci. Rozzlobený Royalton odhalí, že klíčové závody byly po mnoho let fixed korporátními zájmy, včetně jeho samotného, za účelem získání zisku. Royalton si na Speedovi vybije zlost tím, že nechá své jezdce přimět Speeda k havárii, která zničí Mach 6, a zažaluje Racer Motors za porušení duševního vlastnictví. Speed dostane příležitost k odvetě prostřednictvím inspektora Detektora, šéfa oddělení korporátních zločinů zpravodajské agentury. Racer Taejo Togokahn má údajně důkazy, které by mohly obvinit Royalton, ale nabídne je pouze v případě, že Speed a tajemný maskovaný Racer X budou souhlasit s tím, že budou závodit v jeho týmu v závodě Casa Cristo 5000, což by také mohlo podstatně zvýšit cenu akcií jeho rodinného závodního podniku a zablokovat tak Royaltonem dohodnutý odkup. Speed souhlasí, ale své rozhodnutí před rodinou tají a tým Detectora provede několik obranných úprav vozu Mach 5, aby Speedovi v rallye pomohl.
Poté, co spolu jedou a přirozeně fungují jako tým, začne Speed tušit, že Racer X je ve skutečnosti jeho bratr Rex v přestrojení. Jeho rodina zjistí, že se do závodu přihlásil, a souhlasí, že ho podpoří, i když se na něj táta zlobí, že ho o povolení závodit nepožádal dříve. S rodinou a Trixie, která mu pomáhá, Speed poráží mnoho brutálních závodníků, které podplatil fixátor Cruncher Block, aby ho zastavili, a překonává zdánlivě nepřekonatelné překážky, aby vyhrál závod, zatímco tým Detectora zatýká Blocka. Ukáže se však, že Taejoova dohoda byla falešná, protože měl zájem pouze zvýšit hodnotu rodinné firmy, aby vydělal na odkupu Royaltonu. Rozzuřený Speed vyrazí na trať, kterou jezdil se svým bratrem, a konfrontuje Racera X se svým podezřením, že je to Rex. Racer X si sundá masku, čímž odhalí neznámou tvář, a řekne Speedovi, že Rex je skutečně mrtvý, ale poradí Speedovi, aby nenechal závodění změnit jeho povahu a přišel na to, jak jezdí on sám. Speed se vrací domů a plánuje odjet, ale Pops mu vyjádří svou hrdost na Speedovo jednání a že udělal chybu, když nenechal Speeda nastoupit do závodu, protože jeho vlastní tvrdohlavost Rexe vyhnala, než se dozvěděl o spiknutí, které ovlivňuje průběh závodu. Nečekaně přijíždí Taejoova sestra Horuko a předává mu Taejoovu odmítnutou automatickou pozvánku na Velkou cenu. Rodina Racerů se spojí a za 32 hodin postaví nový Mach 6.
Speed se do Velké ceny přihlásí (s pomocí inspektora Detektora) proti velké přesile; Royalton na jeho hlavu vypsal odměnu 1 000 000 dolarů, kterou ostatní jezdci touží získat, a on se postaví proti budoucímu jezdci Síně slávy Jacku "Cannonballovi" Taylorovi. Speed překoná pomalý start a dožene Taylora, který pomocí podvodného zařízení zvaného spearhook přichytí Mach 6 ke svému vozu. Speed použije své skoky, aby zařízení odhalil videokamerám, a způsobí Taylorovu havárii. Speed závod vyhrává, protože se mu podařilo odhalit Royaltonovy zločiny. Zatímco Racer X přihlíží, objeví se flashback. Montáž odhalí, že je ve skutečnosti Rex, který předstíral svou smrt a podstoupil plastickou operaci, aby změnil svůj vzhled v rámci svého plánu na ochranu Speeda a závodního sportu. Rozhodne se neprozradit svou identitu rodině a prohlásí, že se svým rozhodnutím musí žít. Rodina závodníků oslavuje Speedovo vítězství, Speed a Trixie se políbí, Taejo svědčí proti Royaltonovi a Blockovi a Royalton je poslán do vězení.

## Obsazení
- Emile Hirsch jako Speed Racer
  - Nicholas Elia jako mladý Speed Racer
- Christina Ricci jako Trixie, Speedova přítelkyně.
  - Ariel Winter jako mladá Trixie
- John Goodman jako Pops Racer, Speedův otec
- Susan Sarandon jako Mom Racer, Speedova matka
- Matthew Fox jako Racer X, tajemný maskovaný závodník, který má za úkol odhalit korupci podkopávající WRL.
- Scott Porter jako Rex Racer, Speed Racerův starší bratr a idol, o němž se předpokládá, že byl zabit při závodě
- Roger Allam jako E.P. Arnolda Royaltona, zkorumpovaného majitele a generálního ředitele společnosti Royalton Industries
- Paulie Litt jako Spritle Racer, Speedův mladší bratr
- Benno Fürmann jako inspektor Detector, vedoucí oddělení korporátních zločinů Ústředního zpravodajského úřadu
- Hiroyuki Sanada jako Mr. Musha, prezident a generální ředitel Musha Motors
- Rain jako Taejo Togokahn, závodník-nováček
- Richard Roundtree jako Ben Burns, komentátor závodů a bývalý závodní šampion
- Moritz Bleibtreu jako Gray Ghost, francouzský závodník Eccran Establishment, který má za úkol zlikvidovat Speeda
- Kick Gurry jako Sparky, Speedův mechanik a nejlepší přítel
- John Benfield jako Cruncher Block, profesionální opravář závodů a vůdce gangu
- Christian Oliver jako Snake Oiler, pochybný závodník, který nosí hadí kůže závodní oblečení
- Ralph Herforth jako Jack "Cannonball" Taylor, superhvězdný závodník, šampion WRL, trojnásobný vítěz Grand Prix a budoucí člen síně slávy sponzorovaný společností Royalton Industries
- Yu Nan jako Horuko Togokahn, Taejo Togokhanova sestra
- Nayo Wallace jako Minx, vědkyně a přítelkyně závodníka X
- Melvil Poupaud jako Johnny "Goodboy" Jones, komentátor závodů
- Chim Chim, Spritleho domácího mazlíčka šimpanz a nejlepšího přítele ztvárnili dva šimpanzi: "[3]
- Togo Igawa jako Tetsua Togokahn, otec Taejo a Horuko a firemní rival Royaltonu i Mushy
- Joon Park jako Kakkoi Teppodama, japonský závodník Musha Motors, který má za úkol vyřadit Speeda ve Velké ceně za milion dolarů. V závěrečných titulcích je uveden jako "Yakuza Driver".

V původním anglickém dabingu seriálu se jako hlasatelé závodů objevují Peter Fernandez a Corinne Orr. Andres Cantor si také zahraje cameo jako španělsky mluvící hlasatel závodu. V epizodní roli se objevuje také venezuelská profesionální závodnice Milka Duno jako Kellie "Gearbox" Kalinkovová, závodnice Grand Prix, která má za úkol zlikvidovat Speeda výměnou za inkasování odměny milion dolarů od Royaltonu.

## Produkce

### Vývoj
V září 1992 Joe Pytka oznámil, že společnost Warner Bros. drží opci na vytvoření hrané filmové adaptace japonského anime a manga seriálu ze 60. let 20. století Speed Racer, který je ve vývoji ve společnosti Silver Pictures. V říjnu 1994 dostal zpěvák Henry Rollins nabídku na roli Racera X. Kvůli příliš vysokému rozpočtu však  v srpnu téhož roku projekt opustil režisér Julien Temple. Bez režiséra z projektu odešel i Depp. Studio zvažovalo jako náhradu za Templa režiséra Guse Van Santa,
V září 2000 najala společnost Warner Bros. a producentka Lauren Shuler Donner režiséra videoklipů Hype Williams, aby se ujal vedení projektu. V říjnu 2001 studio najalo scenáristy Christiana Gudegasta a Paula Scheuringa za 1,2 milionu dolarů, které si mezi sebou rozdělili, aby napsali scénář k filmu. Nakonec, aniž by se produkce rozběhla, režisér a scenáristé projekt opustili. V červnu 2004 se Vince Vaughn postavil do čela oživení projektu tím, že představil záběr filmu, který by výrazněji rozvíjel postavy. Vaughn byl obsazen do role závodníka X a k projektu byl připojen také jako vedoucí producent. Vzhledem k tomu, že se produkce nikdy nerozběhla, byl Vaughn nakonec od projektu odpojen.
V říjnu 2006 studio přizvalo Wachowské, aby se ujali scénáře a režie filmu. Producent Joel Silver, který s Wachowskými spolupracoval na filmech V jako Vendeta a Matrix trilogie, vysvětlil, že doufají, že filmem, který nebude mít rating R od Motion Picture Association of America, osloví širší publikum. Výtvarník vizuálních efektů John Gaeta, který získal Oscara za nejlepší vizuální efekty za film Matrix od Wachowských, byl přizván, aby pomohl vytvořit z filmu Speed Racer hranou adaptaci. Produkce měla začít v létě 2007 v evropských lokacích a premiéra měla být v létě 2008. V listopadu 2006 bylo datum vydání stanoveno na 23. května 2008. Producent Joel Silver popsal Speed Racer jako rodinný film v souladu s cílem Wachowských oslovit širší publikum.

### Obsazení
Původně byli do role Speed Racera zvažováni Joseph Gordon-Levitt, Shia LaBeouf a Zac Efron, nakonec však roli získal Emile Hirsch. Než se Hirsch připravil na roli, zhlédl všechny díly filmu Speed Racer a navštívil Charlotte Motor Speedway. (v té době známé jako Lowe's Motor Speedway), kde se setkal s jezdcem Jimmie Johnsonem. Do role Trixie byly původně zvažovány Elisha Cuthbert, Kate Mara a Rose McGowan, roli nakonec získala Christina Ricci. Předtím, než byl do role Racera X obsazen Matthew Fox, byl původně zvažován Henry Rollins. Keanu Reevesovi byla nabídnuta role Racera X, ale ten ji odmítl.

### Natáčení
V únoru 2007 si Wachowští pro natáčení vybrali Babelsberg Studios v německé Postupimi. Studio získalo od nového německého Spolkového filmového fondu grant ve výši 12,3 milionu dolarů, dosud největší od této organizace, na svou produkci v regionu Berlín-Braniborsko. Částka byla později navýšena na 13 milionů dolarů. Hlavní natáčení začalo 5. června 2007 v Berlíně, a natáčelo se výhradně na greenscreen, trvající 60 dní. Wachowští poprvé natáčeli na video ve vysokém rozlišení. Wachowští použili při natáčení kameru, která zaostřovala na popředí i pozadí, aby působila dojmem skutečného anime. Film má podle Silvera "retro vzhled budoucnosti"  Natáčení skončilo 25. srpna 2007.

### Hudba
V roce 2007 zakoupili Wachowští práva na zvukové efekty a znělku seriálu pro použití ve filmu. Soundtrack k filmu složil Michael Giacchino, provedl Hollywood Studio Symphony a vydal Varèse Sarabande. Byl použit spolu s orchestrální hudbou; Warner Bros. přidalo aktualizovanou verzi ústřední písně "Go Speed Racer Go", která hraje během závěrečných titulků a kterou produkovali Ali Dee Theodore a Jason Gleed, a zahráli ji Ali Dee and the Deekompressors. Razor & Tie vydal tuto verzi jako extended play 1. ledna 2008 na podporu vydání filmu a jako single vydaný spolu se soundtrackem k filmu 6. května 2008.

### Incident s týráním zvířat
Během jeho natáčení se skupina za práva zvířat Lidé za etické zacházení se zvířaty zabývala týráním zvířat. (PETA) vznesla proti filmu obvinění z týrání zvířat a uvedla, že jeden ze dvou šimpanzů použitých při natáčení byl údajně zbit poté, co pokousal dětského herce. Incident potvrdila American Humane Association. (AHA) zástupce pro bezpečnost zvířat na place, který oznámil, že náhradník postavy Spritle, kterou ztvárnil Litt, byl bez provokace pokousán. Zástupce AHA také uvedl, že "ke konci natáčení, během tréninku v přítomnosti zástupce American Humane, trenér v nekontrolovaném impulsu šimpanze udeřil". Filmové oddělení AHA označilo toto týrání za "zcela neomluvitelné a nepřijatelné chování při využívání jakéhokoli zvířete". AHA zařadila film Speed Racer na svůj seznam "nepřijatelných" hlavně kvůli tomuto incidentu, přičemž AHA poznamenala, že "výše zmíněný incident s výcvikem pošpinil vynikající práci zbytku produkce" a že "nemá žádnou metodu, jak oddělit jednání jednoho zaměstnance produkce od produkce jako celku."

## Vydání

### Marketing
Los Angeles Times odhaduje, že téměř 5 000 produktů spojených s filmem Speed Racer bylo licencováno společností Warner Bros. Film byl podpořen mnoha propagačními partnery s marketingovou podporou přes 80 milionů dolarů. Mezi partnery patří General Mills, McDonald's, Target, Topps, Esurance, Mattel, Lego a Petrobras. Ve snaze přilákat mezinárodní publikum film podpořily i společnosti mimo Ameriku. Díky včasné podpoře před uvedením filmu poskytlo studio společnostem 3D počítačové modely vozidla Speed Racer Mach 5, aby mohly vozidlo přesně zobrazit ve svém zboží.
Mattel vyráběl hračky podle filmu prostřednictvím několika divizí. Společnost Hot Wheels vyráběla odlévaná vozidla, závodní sady a sady kolejí. Společnost Tyco vyráběla dálkově ovládaná vozidla Mach 5 a závodní sady. Společnost Radica Games vyráběla videohry, v nichž hráči mohou používat volant auta, spolu s křížovou propagací s videohrou U.B. Funkeys. Produkty byly k dispozici od března 2008. Také společnost Lego vyrobila čtyři sady Lego na motivy filmu. V rámci propagační kampaně společnosti General Mills byl během závodu 2008 Crown Royal Presents the Dan Lowry 400, který byl součástí 2008 NASCAR Sprint Cup season, slavný #43 Dodge Charger společnosti Petty Enterprises přeměněn na NASCAR. Sprint Cup Series verze Mach 5, kterou řídil Bobby Labonte.
Warner Bros., prostřednictvím své divize Interactive Entertainment sama vydala videohru na motivy filmu s názvem Speed Racer: The Videogame, která vyšla 6. května 2008 pro Nintendo DS a Nintendo Wii a 16. září 2008 pro PlayStation 2. původní hudbu pro videohru Speed Racer napsala Winifred Phillips a produkovala ji Winnie Waldron. Hra vyšla na Nintendo DS a Wii v květnu spolu s uvedením filmu do kin a na podzim byla vydána na PS2 jako doprovodný titul k vydání filmu na DVD a Blu-ray. Kvůli krátkému časovému plánu se studio rozhodlo nevyvíjet hry pro PlayStation 3 a Xbox 360.

### Domácí média
Warner Home Video vydalo Speed Racer na DVD a Blu-ray 16. září 2008. Třídisková sada obsahuje hlavní film a doplňkové funkce na prvním disku, DVD hru "Speed Racer Crucible Challenge" na druhém disku a digitální kopii filmu na třetím disku - poslední dva jsou exkluzivní pro vydání Blu-ray. Americký časopis The US. Prodej DVD dosáhl v prvním týdnu 6 268 301 dolarů a 390 191 kopií, přičemž do roku 2013 spotřebitelé utratili 14 277 546 dolarů a prodali 900 361 kopií, a 23 milionů dolarů vydělal k roku 2018.

## Recepce

### Pokladny
Speed Racer měl premiéru 26. dubna 2008 během akce s odhadovanou cenou 500 000 dolarů v Nokia Theater v Los Angeles, které se zúčastnilo 4000 lidí. Do běžných kin byl uveden 9. května 2008 a během premiérového víkendu vydělal 18 561 337 dolarů z přibližně 6. místa,700 promítacích míst v 3 606 kinech ve Spojených státech a Kanadě, čímž se v pokladnách kin umístil na třetím místě za filmy Iron Man a Co se děje ve Vegas. O druhém víkendu vydělal 8 117 459 dolarů a umístil se na čtvrtém místě v pokladnách kin. Film uzavřel své vysílání 1. srpna 2008 s 43 945 766 dolary na domácím trhu a 93 945 766 dolary celosvětově. Na základě celkového výdělku byl film považován za kasovní propadák. Výsledky byly hluboko pod očekáváním studia, vzhledem k tomu, že náklady na výrobu filmu Speed Racer byly odhadovány na více než 120 milionů dolarů. Navzdory nízkým kasovním číslům zůstala společnost Warner Bros. optimistická ohledně prodeje souvisejících produktů, od hraček po tenisové boty. Brad Globe, prezident společnosti Warner Bros. Consumer Products, vyjádřil naději, že "se nám se Speed Racerem bude stále dařit velmi dobře", přičemž připustil, že "obří film by to všechno mnohem více rozšířil".

### Ohlasy kritiků
Na agregátoru recenzí Rotten Tomatoes má film hodnocení 41 ppříznivé hodnocení na základě 217 recenzí s průměrným hodnocením 5,2/10. Shoda kritiků na této webové stránce říká: "Přetížený speciálními efekty, z nichž bolí hlava, Speed Racer nachází Wachowské zaměřené na vizuální vzrušení na úkor soudržného příběhu."  Poznamenal, že cílové publikum by se mělo bavit, ale ostatní mohou film považovat za "filmovou slátaninu", přičemž se odvolávali na jeho nevěrohodnost a nedostatek identifikovatelného nebezpečí v jízdních sekvencích. McCarthy sice poznamenal, že diváci, kteří se zajímají o CGI, by to mohli ocenit, ale snímek podle něj občas připomíná "koláž z výtvarné výchovy mateřské školy". Pochvalně se vyjádřil o kameře, hudebním doprovodu a hereckém obsazení. Zac Bertschy z Anime News Network rovněž pochválil herecké obsazení, přičemž uvedl, že příběh je "takový, jaký by každý očekával", a dodal, že "všechny postavy jsou kartonové archetypy s dialogy Saturday Morning." Speed Racer se "snaží uctít a osvěžit mladistvé nadšení z minulosti a nakonec zábavu zadusí sebevědomou velkolepostí", prohlásil The New York Times. A. O. Scott.
Glenn Kenny z časopisu Premiere kritizoval časový posun vyprávění a několik dějových linií filmu a řekl, že "přináší dosud netušené úrovně vyprávěcí nesoudržnosti". Kenny pochválil vzhled filmu a řekl, že "kýčovitost", kterou ostatní kritizovali, je "přesně tím účelem". Poznamenal, že film inspiruje k ještě většímu zamyšlení než Matrix, a to kvůli jeho "zjevně antikapitalistickému ději". Podobně i The New Yorker Anthony Lane uvedl, že film by přesto mohl skončit "odbarvený od zábavy" kvůli tématu nastolenému v Matrixu, že jsme všichni ovládáni. Ve filmu Speed Racer, tvrdí Lane, to má podobu padoucha Royaltona, který "přísahá, že [Speeda] rozdrtí 'neporazitelnou mocí peněz'". Dospěl k závěru, že někteří lidé to mohou označit za zábavné, ale on "to [pociťoval] jako popový fašismus". Jim Emerson, redaktor Chicago Sun-Times, napsal, že Speed Racer "je vyrobený widget, zabalené zboží, které těží z antropomorfizované karikatury kapitalistického zla, aby prodalo sebe a své doplňkové produkty". V době uvedení filmu jej Philip French, kritik The Guardian, označil za "nejotravnější kus CGI "posledních několika let".
IGN Todd Gilchrist se v recenzi vyjádřil kladně a uvedl, že Speed Racer "není jen tím nejlepším filmem, jakým mohl být, je v podstatě přesně tím, čím by měl být: plný vzrušujících, skvěle vymyšlených závodů, prvoplánových charakterů a neodolatelného smyslu pro zábavu". Speed Racer označil za "mistrovské dílo svého druhu" a pochválil "extravaganci speciálních efektů" a "okamžik, kdy se Wachowští z režisérských zázraků stali skutečnými autory". Michael Phillips z Chicago Tribune popsal Speed Racer jako "svižnou popovou zábavu a poznamenal, že Wachowští respektují "témata cti, hanby, rodinné věrnosti a Vizigótyinspirovaného barbarství za volantem" původního díla. Herecké obsazení je chváleno jako "vážné" a "jemně hravé". Konstatoval však, že "ve své polovině vázne" díky zbytečným dialogům. Ačkoli jej Rebecca Murrayová z About.com, zařadila Speed Racer na svůj seznam "10 nejlepších akčních filmů roku 2008" s tím, že "akční sekvence jsou rozhodně poutavé." Časopis Time zařadil Speed Racer na svůj seznam "25 nejlepších sportovních filmů všech dob" a "10 nejlepších filmů roku 2008". V článku se píše: "Ne každý avantgardní film je avantgardní. FX mistrovské dílo získá okamžité divácké uznání", popsal film jako "bohatý, kreslený sen: nonstop Op art a triumf virtuální virtuozity."
Roger Allam ztvárnil Arnolda Royaltona, který byl chválen; Variety o něm řekl, že vytvořil "lahodného padoucha, kterého lze milovat až nenávidět". Time kritik časopisu Richard Corliss prohlásil, že Allam "channeling Brit pundit Christopher Hitchens as his most pompestuous"; podobné srovnání provedlo i několik dalších recenzentů.
Film se pravidelně objevuje na seznamech nedoceněných filmů. Speed Racer byl zvolen třetím nejpodceňovanějším filmem roku 2000 podle N. P. Hortona z Den of Geek, který jej označil za "film, který změnil pravidla hry a který redefinoval a rekonceptualizoval filmovou formu, jak ji známe." Nick Hyman, píšící pro Metacritic, zařadil film na svůj seznam "filmů, které kritici špatně pochopili" a označil jej za "kultovní klasiku ve stádiu vzniku". Alejandro Stepenberg z JoBlo.com jej označil za "téměř nepřekonatelný [...], co se týče akčních/dobrodružných/rodinných filmů", zatímco Slate Chris Wade jej označil za "nedoceněné mistrovské dílo" a prohlásil, že Wachowští "natočili brilantní vizuální komiks, který se odvažuje žádat, abyste jej brali vážně." Annalee Newitz z io9 rozebrala deset důvodů, proč je podle nich film "neopěvovaným mistrovským dílem", včetně jeho vizuální stránky, humoru a politických témat. Dexter Palmer z Tor.com zvažoval možnost, že film je "nepochopeným uměleckým filmem", a vyzdvihoval jeho barevnost, která "potěší", a skutečnost, že se nesnaží působit reálně. Palmer jej pochválil, protože si nemyslí, že filmy musí napodobovat realitu, a nakonec uvedl, že je to "extrémní připomínka toho, co filmy, a zejména fantasy a sci-fi filmy, mohou umístit na plátno", a že je to "osvěžující změna tempa" ve filmovém průmyslu. Collider Kayti Burt jej zařadil na 30. místo v žebříčku nejlepších hollywoodských trháků 21. století, kde uvedl: "Zatímco ostatní trháky tohoto roku (a desetiletí) se snažily své fantastické předlohy zasadit do drsného, realistického prostředí, Speed Racer se tvrdě přiklonil opačným směrem."

### Ocenění
Speed Racer byl nominován na Golden Trailer Awards v kategorii "Letní blockbuster 2008", na MTV Movie Award za "Nejlepší dosavadní letní film", Na Teen Choice Awards 2008 byl Speed Racer nominován v kategorii "Movie: 2008 Teen Choice Awards", "Herec ve filmu: akční dobrodružství" a "Herec ve filmu: akční dobrodružství". Film byl také nominován na 29. ročník Zlaté maliny v kategorii Nejhorší prequel, remake, rip-off nebo sequel.

## Možné pokračování
Variety diskutoval o možném pokračování a uvedl, že by k němu mohlo dojít, pokud bude mít Speed Racer dobré kasovní výsledky. V roce 2008 o této možnosti uvažovali Wachowští, když se jich Rain zeptal, proč má jeho postava takovou radost z vítězství Speeda, a oni odpověděli, že by se to mohlo vysvětlit v dalším filmu. Rain řekl, že byl najat na tři roky, přičemž poznamenal, že to není záruka. Ricciová to také zvažovala jako možnost; uvedla: "Když jsme [herci] všichni odcházeli, říkali jsme si: 'Napište pokračování!' 'Chceme se vrátit'. A oni [Wachowští] říkali: 'Já vím. Já vím. My to uděláme. Nebojte se'" a dodala, že by chtěla pro svou postavu více akčních scén. Producent Silver řekl, že Wachowští "mají skvělý nápad na příběh pro pokračování", ale že je to "skvělý nápad na pokračování, pokud má smysl ho natočit."  V roce 2018 Hirsch na Twitteru uvedl, že byl napsán scénář pokračování.